# Tongue of the Fatman
Pour les articles homonymes, voir Fatman.
Tongue of the Fatman est un jeu vidéo de combat sorti en 1989 sur PC. Le jeu a été développé par Brian A. Rice, Inc. et édité par Activision.

## Conversions
Tongue of the Fatman a été porté sur Commodore 64 en 1990 par Activsion sous le titre Mondu's Fight Palace. La même année, le jeu a aussi été porté sur Mega Drive, cette fois-ci par Sanritsu, sous le titre Slaughter Sport aux États-Unis et Fatman au Japon.

## Accueil
Ce jeu a notamment été testé par le Joueur du Grenier en 2013, estimant les graphismes simples, les problèmes de caméra en mode 2 joueurs, les problèmes de contrôles, les mauvaises musiques, et les longs combats.
Le magazine Famitsu a donné une note de 27/40 à la version Mega Drive du jeu.